# En gravhøj fra oldtiden ved Raklev på Refsnæs
En gravhøj fra oldtiden ved Raklev på Refsnæs er et dansk landskabsmaleri af Johan Thomas Lundbye fra 1839. Maleriet er udført i den nationalromantiske tradition, som N.L. Høyen var fortaler for.
I forgrunden ses maleriets centrale motiv, en kæmpehøj. Maleriet er en repoussoir, dvs. at det har stor forgrundsfigur, kæmpehøjen, der skubber billedets baggrund tilbage og giver stor dybde i maleriet. Også i maleriet Landskab ved Arresø benytter Lundbye en kæmpehøj som forgrundsfigur. 
I maleriet fletter Lundbye i bedste nationalromantiske ånd den nordiske gravskik med kæmpehøje og dermed dansk historie sammen med det danske sommerlandskab, der ånder ro og harmoni. 
I baggrunden ses Kalundborg Fjord over mod Asnæs. Helt til højre ses nogle køer som henvisning til landbrugets fremtrædende rolle i dansk historie. Mod horisonten anes en kirke, der viser Danmarks fundament i kristendommen.
Der er tale om Vriedysse,
dog ikke naturtro og med elementer fra den nærliggende dysse Hundehovedet og fra en dysse ved Vedby.
Lundbye var født på Raklev-egnen, og selv om familien flyttede derfra, bevarede han gennem sine bedsteforældre sin tilknytning til området. Han følte sig særligt tiltrukket af naturen på Røsnæs, fordi den var så uspoleret. 
Lundbye benyttede et motiv fra Refsnæs i et andet værker.
Sydsiden af Refnæs er en radering fra 1844.